# Sam Merlotte
Sam Merlotte es un personaje ficticio de la serie de libros The Southern Vampire Mysteries, escrita por la autora Charlaine Harris. Se le presenta en la primera novela de la serie, Dead Until Dark . En True Blood, la adaptación televisiva de HBO, Sam es interpretado por el actor Sam Trammell .
Al comienzo de la serie, Sam Merlotte es el empleador de Sookie Stackhouse y el propietario de Merlotte's Bar and Grill en la ciudad ficticia de Bon Temps, Luisiana.
Sam cambia de forma (o "cambiaformas") y tiene la capacidad de transformarse físicamente en un animal que ha visto (y en el que ha impreso) a voluntad. Cuando se presenta a Sam, la existencia de cambiaformas no es de conocimiento público (a diferencia de los vampiros que siguen la Gran Revelación antes de los eventos de las series True Blood y The Southern Vampire Mysteries ).

## Biografía

### The Southern Vampire Mysteries
Sam es un veterano del ejército que creció en Wright, Texas. Después de la muerte de su padre, utilizó su herencia para comprar el bar local en Bon Temps. Su padre y su madre son ambos cambiaformas.
Después de la muerte de su padre biológico, su madre se vuelve a casar con un varón humano. Sam y su madre mantienen sus habilidades en secreto ante su padrastro, su hermano y su hermana. Sam es el único hermano que hereda la capacidad de cambiar de forma, ya que el único primogénito de una pareja que cambia de forma hereda la capacidad de cambiar.
Todos los cambiaformas tienen un animal al que recurrir, en función del cual se siente más similar a su personalidad. La forma preferida de Sam es la de un border collie. (En la octava novela, se transforma en un león para proteger a Sookie de los hombres lobo). Como todos los cambiaformas, Sam siente un fuerte instinto de transformarse durante la luna llena.
Es una persona reservada y no expresa fácilmente sus sentimientos. Aunque es bienvenido y aceptado por la comunidad de Bon Temps, no tiene muchos amigos y pocas personas conocen su pasado.

#### Relación sentimental con Sookie Stackhouse
En Dead Until Dark, Sookie trabaja como camarera en el bar de Sam. Sam está interesado románticamente en Sookie; Aunque se han besado en más de una ocasión, los dos nunca han salido. Sam no revela sus sentimientos hasta que comienza a salir con Bill Compton . Sam anima a Sookie a mantenerse alejada de los vampiros. Tanto Sookie como Sam tienden a sospechar de las elecciones del otro en cuanto a parejas románticas.
Cuando Sookie descubre inesperadamente que Sam es un cambiaformas, se siente herida por ocultarle tal secreto, porque siempre ha sido abierta hacia ella y considera que la confianza es un valor importante en su amistad.
En Dead Ever After, el último libro de la serie, Sam y Sookie comienzan una relación romántica.  En el libro complementario, After Dead: What Came Next in The World of Sookie Stackhouse, se revela que Sookie y Sam se casan y tuvieron cuatro hijos. Sookie y Sam continuaron atendiendo Merlotte's hasta su jubilación.

## Representación y recepción

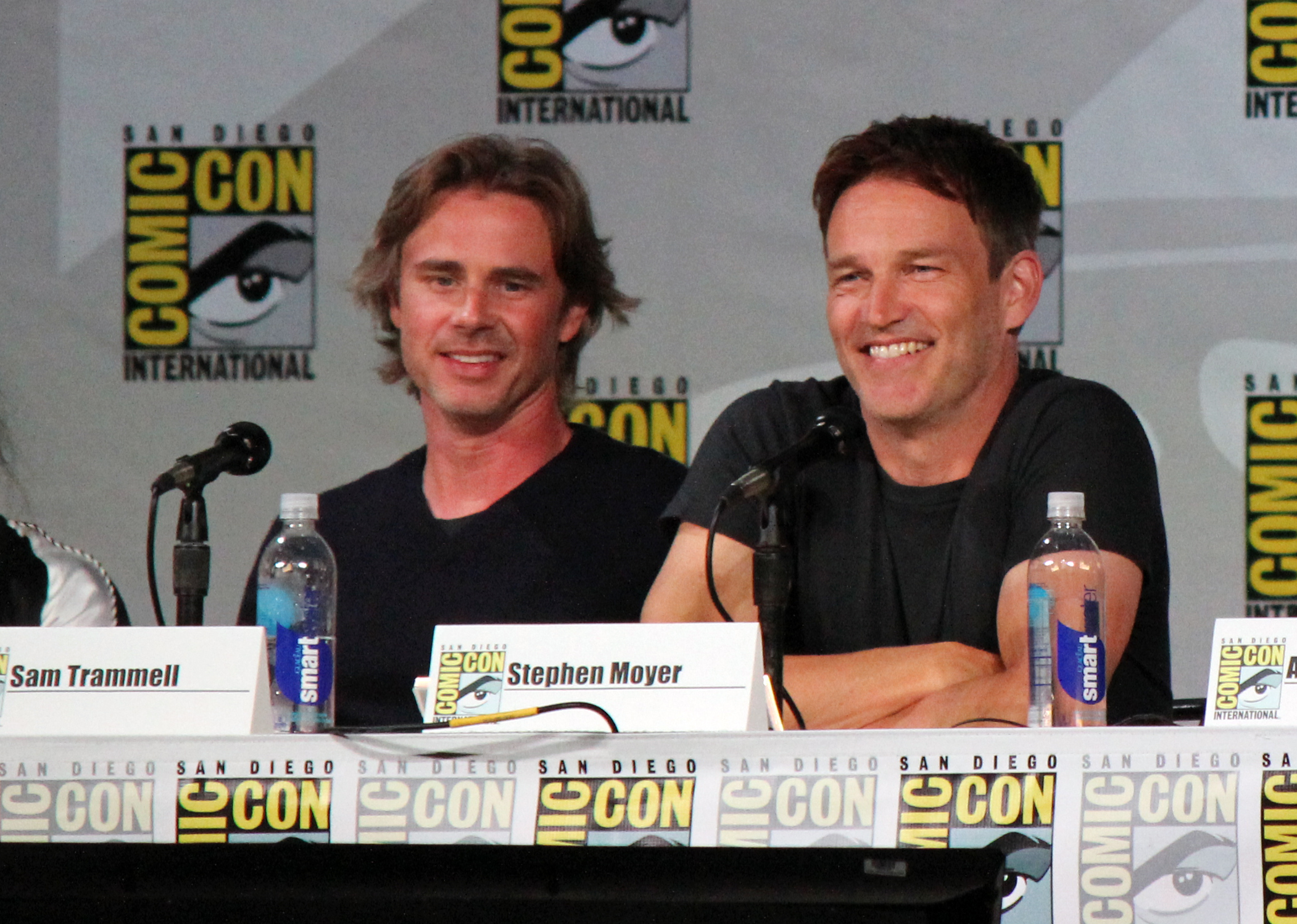
Sam Trammell (Sam Merlotte) y Stephen Moyer (Bill Compton) en la Comic Con de San Diego en julio de 2014.

Por su trabajo como Sam Merlotte en True Blood, el actor Sam Trammell fue nominado a Mejor Actuación Revelación (Masculina) en los Premios Scream 2009,  Mejor Actor de Reparto en los Premios Scream 2010,  y Actuación Destacada de un Conjunto en "una serie dramática en la 16ª edición anual de los premios Screen Actors Guild Awards ".